# Cavalcata ad ovest
Cavalcata ad ovest (They Rode West) è un film del 1954 diretto da Phil Karlson.
È un western statunitense con Robert Francis e Donna Reed.

## Trama
In uno sperduto avamposto dell'esercito giunge il nuovo medico militare, il tenente Allen Seward. Il suo atteggiamento comprensivo e amichevole nei confronti dei kiowa che vivono nella regione suscita tensione fra lui e i suoi superiori, in particolare il capitano Peter Blake, che considera i pellirosse pericolosi e inaffidabili. Seward però continua a prestare assistenza sanitaria ai kiowa, cosa che fa infuriare ulteriormente Blake, il quale arriva a considerare Seward un traditore quando gli indiani attaccano il forte. Quando Seward salva la vita del figlio del capotribù, i kiowa seppelliscono la scure di guerra.

## Produzione
Il film, diretto da Phil Karlson su una sceneggiatura di DeVallon Scott e Frank S. Nugent e un soggetto di Leo Katcher, fu prodotto da Lewis J. Rachmil per la Columbia Pictures e girato nel ranch di Corriganville a Simi Valley, nell'area di Burro Flats nelle Simi Hills e nell'Iverson Ranch a Chatsworth, Los Angeles, California, dal 17 novembre al 7 dicembre del 1953.

## Distribuzione
Il film fu distribuito dalla Columbia Pictures nelle sale statunitensi con il titolo They Rode West, a partire dal 4 dicembre 1954.
Altre distribuzioni:
- in Svezia il 12 aprile 1954 (Den vite förrädaren)
- in Giappone il 15 dicembre 1954
- in Finlandia il 6 maggio 1955 (He ratsastivat länteen)
- in Germania Ovest nel luglio del 1960 (Sie ritten nach Westen)
- in Austria nel novembre del 1960 (Sie ritten nach Westen)
- in Brasile (Traição Heróica)
- in Cile (Pluma blanca)
- in Spagna (Rumbo al oeste)
- in Grecia (Sto stoma tou lykou)
- in Italia (Cavalcata ad ovest)